# Life in cosmic highway
Life in cosmic highway is het tweede muziekalbum van het duo Gert Emmens en Cadenced Haven. Het duo, dat privé een stel is, werkte nu volledig samen aan een album, terwijl het vorige album meer een album was van Cadenced Haven, waarbij Gert Emmens wat bijdroeg. De muziek is ten opzichte van die van Emmens meer ambient en new age, maar de sequencers ontbraken niet op dit album. Over het algemeen kabbelt de muziek rustig door, behalve op track 6, dat door zijn elektronische percussie af en toe stampt.

## Musici
- Gert Emmens, Laila Quaraishi – synthesizers, elektronica (Laila ook zangstem)

## Muziek
| Nr. | Titel                            | Duur  |
| --- | -------------------------------- | ----- |
| 1.  | Visions of mind’s eye (overture) | 4:23  |
| 2.  | Distinct memories                | 8:20  |
| 3.  | Reflective orbit                 | 7:48  |
| 4.  | Call to Meghna                   | 8:54  |
| 5.  | Aural empathy                    | 7:20  |
| 6.  | Incomprehensible walk            | 7:52  |
| 7.  | Illusory reformation             | 11:20 |
| 8.  | The quiet steps                  | 8:08  |
| 9.  | Visions of mind’s eye (finale)   | 4:21  |